# Георг Ернст (Ербах-Вилденщайн)
Георг Ернст фон Ербах (на немски: Georg Ernst von Erbach; * 7 октомври 1629; † 25 август 1669 в Клайнхойбах) е граф на Ербах-Вилденщайн, Клайнхойбах и Бройберг.
Той е син на граф Георг Албрехт I фон Ербах (1597 – 1647) и първата му съпруга Магдалена фон Насау-Диленбург (1595 – 1633), дъщеря на граф Йохан VI фон Насау-Катценелнбоген-Диц и третата му съпруга Йоханета фон Сайн-Витгенщайн.
Георг Ернст се жени на 22 ноември 1656 г. във Фюрстенау за графиня Шарлота Христина фон Хоенлое-Шилингсфюрст (* 6 ноември 1625; † 13 август 1677, погребана в Михелщат), дъщеря на граф Георг Фридрих II фон Хоенлое-Шилингсфюрст (1595 – 1635) и съпругата му Доротея София фон Золмс-Хоензолмс (1595 – 1660). Те нямат деца.
Георг Ернст умира на 25 август 1669 г. в Клайнхойбах на 39 години и е погребан в Михелщат.